# Марденов, Марат Пазылович
Марат Пазылович Марденов (род. 16 мая 1940 года, с. Аксу, Аксуйского района, Алма-Атинской области — 5 августа 2014 года, Экибастуз, Павлодарская область, Казахстан) — учёный-физик, доктор физико-математических наук (1994), основатель и президент Экибастузского инженерно-технического института имени К. И. Сатпаева. Почётный гражданин Экибастуза (2010).

## Биография
В 1947 году пошёл в первый класс Аксуйской средней школы, в 1957 году окончил среднюю школу в пос. Фабричный Алма-Атинской области.
В 1957 году поступил в Семипалатинский педагогический институт на физико-математический факультет и в 1962 году окончил институт, получив специальность учителя физики и технических дисциплин.
После окончания института был направлен учителем физики в Майскую среднюю школу Павлодарской области.
С 1963 по 1965 год работал учителем физики станции Лепсы Талды-Курганской области.
В 1965 году был избран старшим преподавателем физики в Ермаковский филиал Павлодарского индустриального института, где проработал до 1985 года, занимая должность заведующего кафедрой, декана факультета, с 1988 года по 1994 год работал деканом Экибастузского общетехнического факультета Павлодарского индустриального института.
В 1994—2014 годах — президент Экибастузского инженерно-технического института имени академика Сатпаева.
В 1973 году поступил в аспирантуру Института ядерной физики АН Каз ССР.
В 1978 году защитил кандидатскую диссертацию: «Исследования по созданию мощных газовых лазеров в активной зоне стационарного ядерного реактора».
Впервые в мире получена генерация когерентного излучения в активной зоне стационарных ядерных реакторов, позволяющих создание мощных автономных энергетических систем, превращающих ядерную энергию в энергию излучения.
На Ученом Совете Института высоких температур Академии наук СССР, г. Москва в 1981 году присвоено ученое звание доцента.
Имеет более 70 научных работ и два авторских изобретения.

### Семья
Жена Дина Нуртазиновна, врач. Сын Ерлик, дочери Неля, Лаура, Далида.